# Saut à la perche féminin aux championnats du monde d'athlétisme 2017
Pour un article plus général, voir Championnats du monde d'athlétisme 2017.
Navigation
Pékin 2015 Doha 2019
L'épreuve de saut à la perche féminin des championnats du monde d'athlétisme de 2017 se déroule les 4 et 6 août 2017 au Stade olympique de Londres (Royaume-Uni), remportée par la Grecque Ekateríni Stefanídi (photo ci-contre), la tenante du titre arrivant cette fois 3e ex æquo (avec l'une des concurrentes en photo ci-dessous).

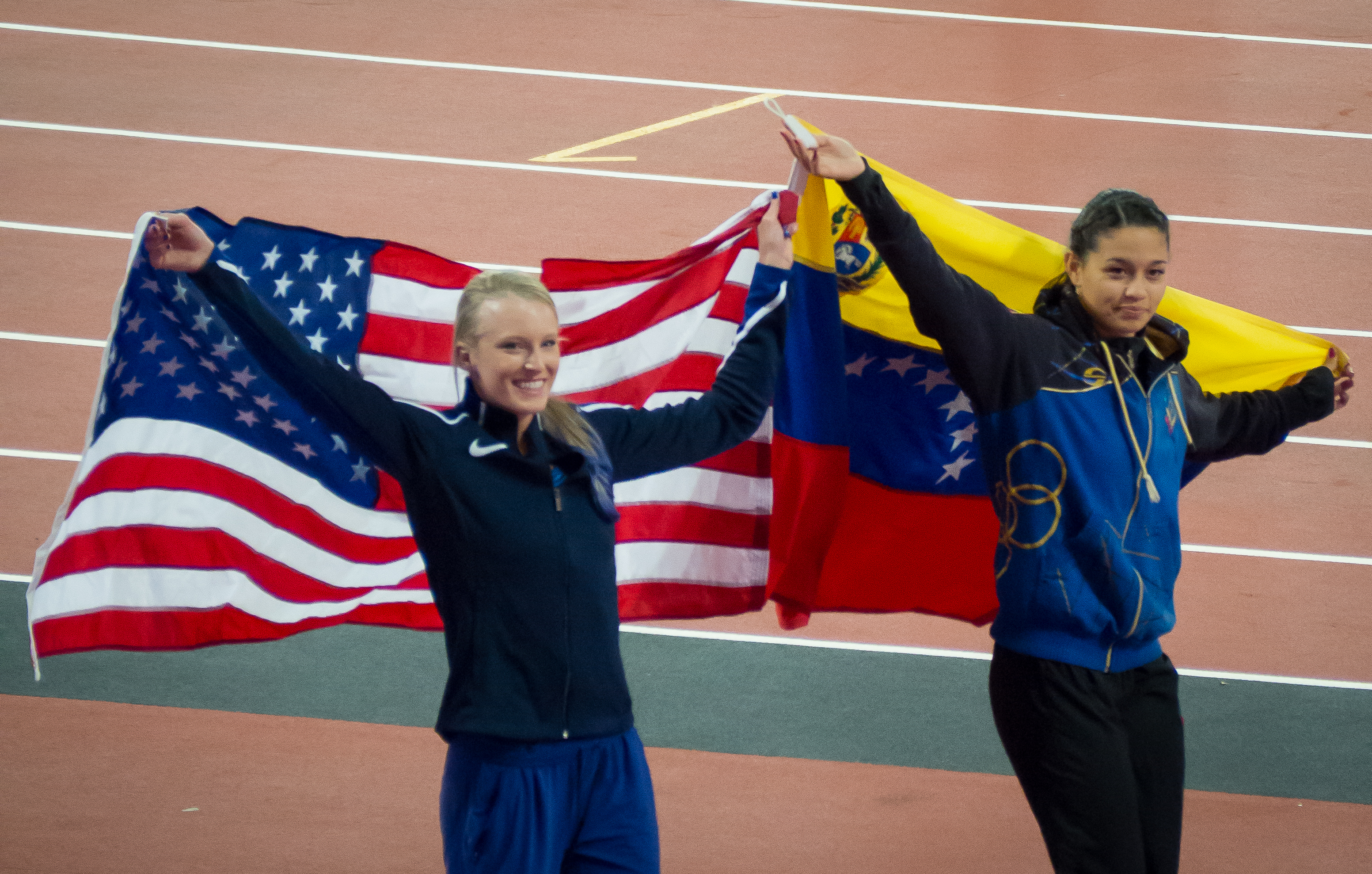
Deux des secondes,
Sandi Morris et Robeilys Peinado,
lors d'un tour d'honneur final.

## Médaillées
| Or                  | Argent       | Bronze                               |
| Ekateríni Stefanídi | Sandi Morris | Robeilys Peinado Yarisley Silva (tt) |

## Résultats

### Qualification
Critères préalables : avoir franchi 4,55 m, ou 4.60 m (Q) entre le 1er octobre 2016 et le 23 juillet 2017 ; ou faire partie des 12 meilleures performeuses (q) avant la finale.
| Rang | Groupe | Athlète                      | Nationalité                | 4.20m | 4.35m | 4.50m | 4.55m | 4.60m | Marque | Notes |
| ---- | ------ | ---------------------------- | -------------------------- | ----- | ----- | ----- | ----- | ----- | ------ | ----- |
| 1    | B      | Ekaterini Stefanidi          | Grèce                      | -     | -     | -     | -     | o     | 4.60 m | Q     |
| 2    | B      | Lisa Ryzih                   | Allemagne                  | -     | -     | o     | o     |       | 4.55 m | q     |
| 2    | A      | Sandi Morris                 | États-Unis                 | -     | o     | o     | o     |       | 4.55 m | q     |
| 2    | A      | Robeilys Peinado             | Venezuela                  | o     | o     | o     | o     |       | 4.55 m | q     |
| 5    | A      | Alysha Newman                | Canada                     | -     | o     | xxo   | o     |       | 4.55 m | q     |
| 6    | B      | Yarisley Silva               | Cuba                       | -     | -     | o     | xo    |       | 4.55 m | q     |
| 7    | B      | Nicole Büchler               | Suisse                     | -     | -     | xxo   | xo    |       | 4.55 m | q     |
| 8    | B      | Angelica Bengtsson           | Suède                      | o     | o     | o     | xxo   |       | 4.55 m | q     |
| 9    | B      | Olga Mullina                 | Athlètes neutres autorisés | o     | o     | o     | xxo   |       | 4.55 m | q     |
| 10   | B      | Anicka Newell                | Canada                     | -     | o     | o     | xxx   |       | 4.50 m | q     |
| 10   | A      | Holly Bradshaw               | Royaume-Uni                | -     | -     | o     | -     |       | 4.50 m | q     |
| 12   | A      | Eliza McCartney              | Nouvelle-Zélande           | -     | xo    | xo    | xxx   |       | 4.50 m | q     |
| 13   | A      | Angelica Moser               | Suisse                     | o     | xo    | xxo   | xxx   |       | 4.50 m |       |
| 14   | A      | Silke Spiegelburg            | Allemagne                  | o     | o     | xxx   |       |       | 4.35 m |       |
| 15   | A      | Liz Parnov                   | Australie                  | xo    | o     | xxx   |       |       | 4.35 m |       |
| 15   | B      | Tina Šutej                   | Slovénie                   | xo    | o     | xxx   |       |       | 4.35 m |       |
| 17   | A      | Lisa Gunnarsson              | Suède                      | xxo   | o     | xxx   |       |       | 4.35 m |       |
| 18   | A      | Romana Maláčová              | Tchéquie                   | o     | xo    | xxx   |       |       | 4.35 m |       |
| 18   | B      | Jirina Ptacnikova            | Tchéquie                   | o     | xo    | xxx   |       |       | 4.35 m |       |
| 20   | B      | Ninon Guillon-Romarin        | France                     | o     | xxx   |       |       |       | 4.20 m |       |
| 20   | A      | Minna Nikkanen               | Finlande                   | o     | xxx   |       |       |       | 4.20 m |       |
| 20   | B      | Friedelinde Petershofen (de) | Allemagne                  | o     | xxx   |       |       |       | 4.20 m |       |
| 20   | A      | Fanny Smets                  | Belgique                   | o     | xxx   |       |       |       | 4.20 m |       |
| 24   | B      | Maryna Kylypko               | Ukraine                    | xo    | xxx   |       |       |       | 4.20 m |       |
| —    | B      | Jennifer Suhr                | États-Unis                 | -     | -     | -     | xxx   |       | NM     |       |
| —    | A      | Anzhelika Sidorova           | Athlètes neutres autorisés | -     | -     | xxx   |       |       | NM     |       |
| —    | A      | Michaela Meijer              | Suède                      | -     | xxx   |       |       |       | NM     |       |
| —    | A      | Iryna Zhuk                   | Biélorussie                | xxx   |       |       |       |       | NM     |       |
| —    | B      | Emily Grove                  | États-Unis                 | xxx   |       |       |       |       | NM     |       |
| —    | B      | Amálie Švábíková             | Tchéquie                   | xxx   |       |       |       |       | NM     |       |
| —    | A      | Kelsie Ahbe                  | Canada                     | xxx   |       |       |       |       | NM     |       |

### Finale
| Rang               | Athlète             | Pays                       | 4.30m | 4.45m | 4.55m | 4.65m | 4.75m | 4.82m | 4.89m | 4.91m | 5.02m | Marque | Notes |
| ------------------ | ------------------- | -------------------------- | ----- | ----- | ----- | ----- | ----- | ----- | ----- | ----- | ----- | ------ | ----- |
| Médaille d'or      | Ekateríni Stefanídi | Grèce                      | —     | —     | —     | o     | o     | o     | x—    | o     | xxx   | 4.91 m | WL,NR |
| Médaille d'argent  | Sandi Morris        | États-Unis                 | —     | o     | o     | o     | o     | x—    | xx    |       |       | 4.75 m |       |
| Médaille de bronze | Robeilys Peinado    | Venezuela                  | o     | o     | o     | xo    | xxx   |       |       |       |       | 4.65 m | =NR   |
| Médaille de bronze | Yarisley Silva      | Cuba                       | —     | o     | o     | xo    | xxx   |       |       |       |       | 4.65 m |       |
| 5                  | Lisa Ryzih          | Allemagne                  | —     | xo    | o     | xo    | xxx   |       |       |       |       | 4.65 m |       |
| 6                  | Holly Bradshaw      | Royaume-Uni                | —     | —     | o     | xxo   | xxx   |       |       |       |       | 4.65 m |       |
| 7                  | Alysha Newman       | Canada                     | xo    | o     | o     | xxo   | xxx   |       |       |       |       | 4.65 m |       |
| 8                  | Olga Mullina        | Athlètes neutres autorisés | xo    | o     | o     | xxx   |       |       |       |       |       | 4.55 m |       |
| 9                  | Eliza McCartney     | Nouvelle-Zélande           | —     | o     | xo    | xxx   |       |       |       |       |       | 4.55 m |       |
| 10                 | Angelica Bengtsson  | Suède                      | xo    | o     | xo    | xxx   |       |       |       |       |       | 4.55 m |       |
| 11                 | Nicole Büchler      | Suisse                     | —     | o     | xxx   |       |       |       |       |       |       | 4.45 m |       |
| 12                 | Anicka Newell       | Canada                     | xo    | xo    | xxx   |       |       |       |       |       |       | 4.45 m |       |

### Légende
Records et Performances
- AR : Record continental (area record)
- CR : Record des championnats (championship record)
- MR : Record du meeting (meet record)
- NR : Record national (national record)
- OR : Record olympique (olympic record)
- PR : Record paralympique (paralympic record)
- PB : Record personnel (personal best)
- SB : Meilleure performance personnelle de la saison (season's best)
- WL : Meilleure performance mondiale de l'année (world leader)
- WJR : Record du monde junior (world junior record)
- WR : Record du monde (world record)

Circonstances et Conditions
- DNF : N'a pas terminé (did not finish)
- DNS : N'a pas pris le départ (did not start)
- DQ : Disqualification (disqualification)
- NM : Aucun essai valable enregistré (No Mark)
- Q : Qualifié « directement » au prochain tour (ou à la prochaine compétition), lors d'une compétition majeure, grâce au classement ou à la réalisation des minima (automatic qualifier)
- q : Qualifié au prochain tour (ou à la prochaine compétition), lors d'une compétition majeure, grâce au repêchage ou à la réalisation de l'une des meilleures performances parmi celles des « non qualifiés directement » (grâce au meilleur temps ou à la meilleure distance par exemple) (secondary qualifier)